# Улица Сухэ-Батора (Барнаул)
Улица, носящая имя монгольского революционного героя Дамдина Сухэ-Батора, получила своё название по предложению Индустриального райисполкома. 1 июня 1981 года исполком Барнаульского городского совета народных депутатов решил: «В ознаменование 60-летия народной Монгольской революции присвоить улице в квартале 1061 Индустриального района имя Сухэ-Батора» [3, c.508].
Согласно данным электронного справочника «Дубль ГИС» улица Сухэ-Батора имеет протяжённость 1 км 390 м, на ней разместились жилые дома и организации, аптеки и стоматологические кабинеты, магазины и кафе, студии красоты и цветочного дизайна, ателье, редакция журнала «Я — студент», школа иностранных языков «Байкер-стрит», ЗАГС Индустриального района, Управление социальной защиты населения по Индустриальному району и т. д.
До 2009 года по улице осуществлялось движение троллейбуса (маршрут № 2). С 1 января 2014 года по улице осуществляется движение продлённого троллейбуса (маршрут № 1).

## Общественный транспорт
Улица Сухэ-Батора является одной из транспортных артерий города, по участку от улицы Малахова до улицы 50 лет СССР осуществляют движение автобусы, троллейбусы и маршрутные такси.